# Sanctuaire de requins

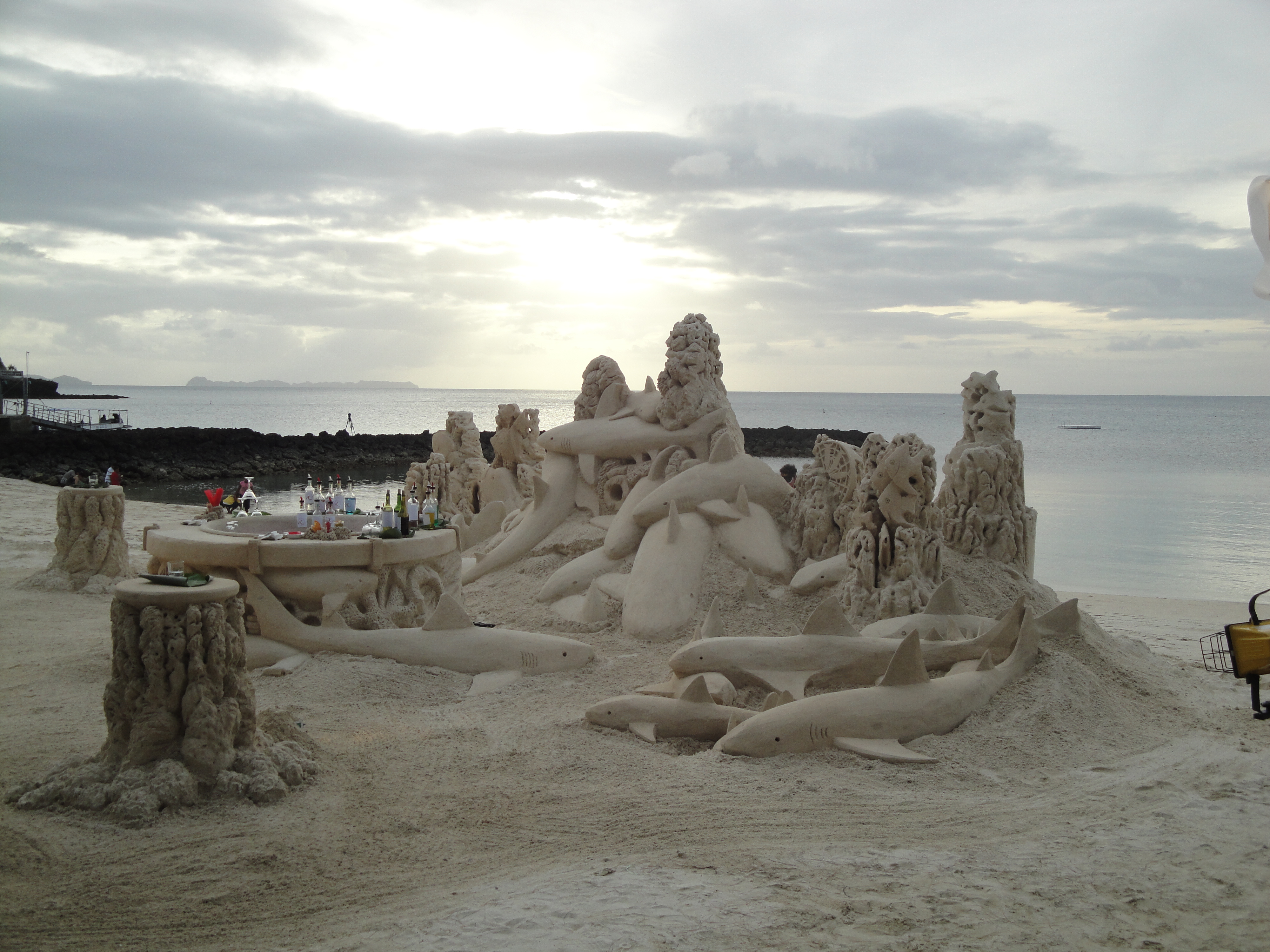
Sculpture de sable sur une plage des Palaos pour la célébration du sanctuaire des requins

Un sanctuaire de requins est une zone où les requins sont protégés. 

## Définition
Un sanctuaire de requins se présente comme une zone marine dans laquelle il est interdit de pêcher toutes les espèces de sélachimorphe. Une autre mesure interdit également le commerce des requins à l’intérieur de la « zone économique exclusive » définie dans un rayon de 320 km autour de la côte.

## Historique
En 2008, près de 10 % des espèces d'élasmobranches (requins et raies) figuraient sur la liste rouge de l'UICN et sont menacées  d'extinction à des degrés divers.  1,41 million de tonnes de requins sont capturés chaque année, ce qui correspond, selon le modèle des moyennes de poids adopté, à une mortalité de 63 à 273 millions de requins par an (le chiffre moyen de 100 millions étant généralement adopté).
La pêche aux ailerons est la principale cause du déclin mondial du nombre des requins,. Ceux-ci sont souvent remis a l'eau juste après et agonisent pendant plusieurs jours avant de mourir vidés de leur sang sur les fonds marins.
Le premier sanctuaire pour requins du monde fut créé en 2009 par la république des Palaos (ou Palau) avec pour conséquence d'interdire leur pêche dans toute sa zone économique exclusive correspondant à 630 000 km2 de zone maritime.
La république des Kiribati, les îles Cook (avec l'appui de la scientifique américaine Jessica Cramp ont participé à la création d'un sanctuaire pour requins) avec la Nouvelle-Zélande qui a suivi cette initiative à leur tour. En 2018, Costa Rica crée un sanctuaire de requins de plus de 4 000 hectares afin de protéger le requin marteau.